# Street Fighter II Turbo
Street Fighter II Turbo: Hyper Fighting é um jogo de luta competitivo desenvolvido pela Capcom e lançado para arcades em 1992. Representando a terceira iteração na série Street Fighter II, esta edição sucede o Street Fighter II: Champion Edition e foi originalmente lançada como um kit de aprimoramento para este último. Sua chegada, em um intervalo de menos de um ano desde a edição anterior, trouxe consigo uma aceleração significativa no ritmo de jogo, incorporando movimentos especiais inéditos para certos personagens.
Turbo marca o derradeiro capítulo da série Street Fighter II nos fliperamas a empregar o hardware original do CP System. Lançado como um kit de atualização destinado à instalação nas placas de circuito impresso da Champion Edition, este jogo representa uma evolução dentro da mesma geração de hardware. O sucessor imediato, Super Street Fighter II, toma um rumo tecnológico diferente ao adotar o CP System II, marcando assim uma transição notável para uma plataforma de hardware mais avançada.

## Jogabilidade
Turbo se destaca pela sua notável aceleração no ritmo de jogo em comparação com a Champion Edition. Essa mudança resulta em uma exigência de precisão temporizada mais rigorosa para realizar movimentos e combos especiais. A velocidade mais elevada não apenas possibilitou que os jogadores entrassem nas batalhas de forma mais ágil, mas também amplificou a capacidade de reação durante os confrontos. Todos os lutadores, exceto Guile e os quatro Chefes da Shadaloo, foram agraciados com pelo menos um movimento especial adicional, enriquecendo assim a variedade de técnicas disponíveis no jogo.
Cada lutador foi contemplado com uma nova paleta padrão em Turbo. As paletas originais foram reconfiguradas como opções alternativas para cada personagem, substituindo as que estavam presentes na Champion Edition. A exceção a essa transição de paletas ocorre com M. Bison, o qual conserva sua paleta padrão original, embora também tenha recebido uma paleta alternativa distinta.

## Portes
| Ano  | Plataforma           | Midia                       | Desenvolvedor         | Editor                         | Notas                                                                                               |
| ---- | -------------------- | --------------------------- | --------------------- | ------------------------------ | --------------------------------------------------------------------------------------------------- |
| 1993 | SNES                 | Cartucho ROM de 20 Megabits | Capcom                | Capcom                         | Inclui regras da Champion Edition como modo alternativo.                                            |
| 1993 | Mega Drive           | Cartucho ROM de 24 Megabits | Capcom                | Capcom                         | Regras turbo e velocidade foram incluídas como modo em Street Fighter II Special Champion Edition . |
| 1998 | Sega Saturn          | CD ROM                      | Capcom                | Capcom                         | Incluído na Capcom Geração 5 . Lançado exclusivamente no Japão.                                     |
| 1998 | Playstation          | CD-ROM                      | Capcom                | Capcom Virgin Interactive (UE) | Incluído na coleção Street Fighter 2 .                                                              |
| 2005 | PlayStation 2        | DVD-ROM                     | Digital Eclipse       | Capcom                         | Incluído na coleção Capcom Classics Vol. 1 . Baseado na versão PS.                                  |
| 2005 | Xbox                 | DVD-ROM                     | Digital Eclipse       | Capcom                         | Incluído na coleção Capcom Classics Vol. 1 . Baseado na versão PS.                                  |
| 2006 | PlayStation Portable | UMD                         | Capcom                | Capcom                         | Incluído na coleção Capcom Classics: Reloaded . Baseado na versão PS.                               |
| 2006 | Xbox 360             | Distribuição on-line        | Sensory Sweep Studios | Capcom                         | |
| 2017 | SNES Classic         | Memória Flash Interna       | Capcom                | Capcom                         | Relançamento da versão de SNES de 1993.                                                             |
| 2018 | PlayStation 4        | BD-ROM                      | Digital Eclipse       | Capcom                         | Incluído na Coleção do 30º Aniversário do Street Fighter .                                          |
| 2018 | Xbox One             | BD-ROM                      | Digital Eclipse       | Capcom                         | Incluído na Coleção do 30º Aniversário do Street Fighter .                                          |
| 2018 | Nintendo Switch      | Cartucho ROM                | Digital Eclipse       | Capcom                         | Incluído na Coleção do 30º Aniversário do Street Fighter .                                          |
| 2018 | Windows              | Distribuição on-line        | Digital Eclipse       | Capcom                         | Incluído na Coleção do 30º Aniversário do Street Fighter .                                          |

### SNES
Uma adaptação para o Super Famicom foi lançada em 11 de julho de 1993 no Japão, seguida pelo Super Nintendo Entertainment System (Super NES) em agosto de 1993 na América do Norte e em outubro de 1993 na região PAL. Desenvolvida com base na porta SNES do Street Fighter II original, esta versão utiliza um cartucho expandido de 20 Megabits. Apesar de seu título ser Turbo, a porta inclui também a versão Champion Edition do jogo, apresentada como um modo "Normal". A velocidade de jogo no modo Turbo é ajustável, oferecendo até quatro configurações por padrão, com a possibilidade de desbloquear até seis configurações mais rápidas através de um código de trapaça. Além disso, outros códigos de trapaça permitem aos jogadores ativar ou desativar movimentos especiais no modo Versus, assim como jogar no modo de um jogador com todos os movimentos especiais desativados.
Na versão para o Super Famicom e Super Nintendo Entertainment System (Super NES), a alteração de tom nas vozes dos personagens, que ocorria ao executarem uma variação de seus movimentos especiais com base no nível de força do ataque, foi removida. No entanto, os clipes de voz do locutor anunciando os nomes de cada país foram restaurados, assim como o estágio bônus de quebra de barril, que foi reintegrado após ser removido na primeira versão do SNES. Os gráficos nos finais de cada personagem foram ajustados para refletir com maior precisão a versão arcade. Além disso, foram adicionados efeitos sonoros que incluem vozes de pessoas ou animais gritando após o término de uma rodada, um elemento estético ausente na versão arcade de Turbo, mas que foi introduzido em Super Street Fighter II.
Em setembro de 2017, a Nintendo relançou o Turbo como parte do Super NES Classic Edition, um sistema que reunia uma seleção de clássicos do Super Nintendo Entertainment System em uma única plataforma. Essa iniciativa permitiu aos jogadores reviverem a experiência do Turbo, junto com outros títulos notáveis, em uma versão moderna do console clássico da Nintendo.

### Outros lançamentos
A versão para NEC PC Engine e Sega Mega Drive, chamada Street Fighter II: Special Champion Edition, embora tenha sua base principal na Champion Edition, oferece aos jogadores a possibilidade de jogar com as regras do Turbo. O conteúdo do jogo é quase idêntico ao da versão SNES de Street Fighter II Turbo, proporcionando uma experiência similar aos jogadores dessas plataformas, com a inclusão das características específicas da versão Turbo, como a velocidade de jogo aumentada e os novos movimentos especiais.
Street Fighter II Turbo está incluído no Street Fighter Collection 2 (também conhecido como Capcom Generation 5) para Sega Saturn e PlayStation. A versão PlayStation foi posteriormente incorporada na Capcom Classics Collection Vol. 1 para PlayStation 2 e Xbox, além do Capcom Classics Collection: Reloaded para PlayStation Portable. Uma versão independente de Hyper Fighting foi relançada para Xbox 360 através do Xbox Live Arcade, apresentando um modo versus online para os jogadores. Adicionalmente, o jogo foi lançado para dispositivos móveis como iPod Touch, iPhone, iPad e Android, fazendo parte do Capcom Arcade, juntamente com Street Fighter II e Champion Edition.
Os jogos tiveram porte não oficial sobre Virtual Boy, sob o nome de Hyper Fighting.

## Recepção

### Videogames
A Game Machine, em sua edição de 1º de fevereiro de 1993, no Japão, classificou Street Fighter II' Turbo como o segundo gabinete de fliperama mais bem-sucedido do mês. Nesse período, o jogo superou outros títulos notáveis, incluindo Warriors of Fate e Street Fighter II': Champion Edition. Street Fighter II' Turbo continuou a sua trajetória de sucesso, tornando-se o jogo de arcade de maior bilheteria em todo o ano de 1993 no Japão.
Em solo americano, as paradas de arcade RePlay destacaram Street Fighter II Turbo como o kit de conversão de software mais lucrativo em março de 1993. O sucesso persistiu, com o jogo mantendo essa posição de destaque não apenas em março, mas também em abril e junho do mesmo ano. Além disso, durante o verão de 1993, Street Fighter II Turbo conquistou seu lugar entre os cinco jogos de arcade de maior bilheteria, consolidando sua popularidade contínua entre os entusiastas de fliperama na América do Norte.

### Console
Em julho de 1993, no Japão, a versão Super Famicom de Street Fighter II Turbo conquistou a posição de destaque nas paradas de vendas da Famitsu.
Globalmente, a versão para SNES registrou a impressionante marca de 4,1 milhões de cópias vendidas.

### Elogios
Na edição de fevereiro de 1994 da Gamest, Street Fighter II' Turbo e Super Street Fighter II foram nomeados para o prêmio de Melhor Jogo de 1993, mas acabaram perdendo para Samurai Spirits. Turbo conquistou a sexta posição geral, enquanto alcançou o quinto lugar na categoria de Melhores Jogos de Luta. A Nintendo Power destacou o jogo como o terceiro melhor título para SNES em 1993.

### Retrospectivo
Em 1996, o GamesMaster classificou o jogo em 9º lugar entre os "100 melhores jogos de todos os tempos". No ano seguinte, em 1997, a Electronic Gaming Monthly nomeou Street Fighter II Turbo como o melhor jogo de arcade de todos os tempos. Além disso, eles posicionaram a conversão para Super NES como o quinto melhor jogo de console de todos os tempos, destacando que representou o último e mais refinado estágio de evolução do Street Fighter II antes das mudanças na fórmula básica da série com as instalações Super e Alpha. Em 2018, a Complex classificou o jogo em 6º lugar entre os "Melhores Jogos de Super Nintendo de Todos os Tempos" e o considerou o melhor jogo de luta no SNES.